# Batalla de Cherbourg
La batalla de Cherbourg va ser part de la batalla de Normandia, durant la Segona Guerra Mundial. Va tenir lloc després dels desembarcaments aliats del 6 de juny. Les tropes americanes van aïllar i capturar finalment el port fortificat, considerat vital per l'èxit a la campanya a l'Europa occidental, en una dura campanya de 3 setmanes.

## Els plans aliats

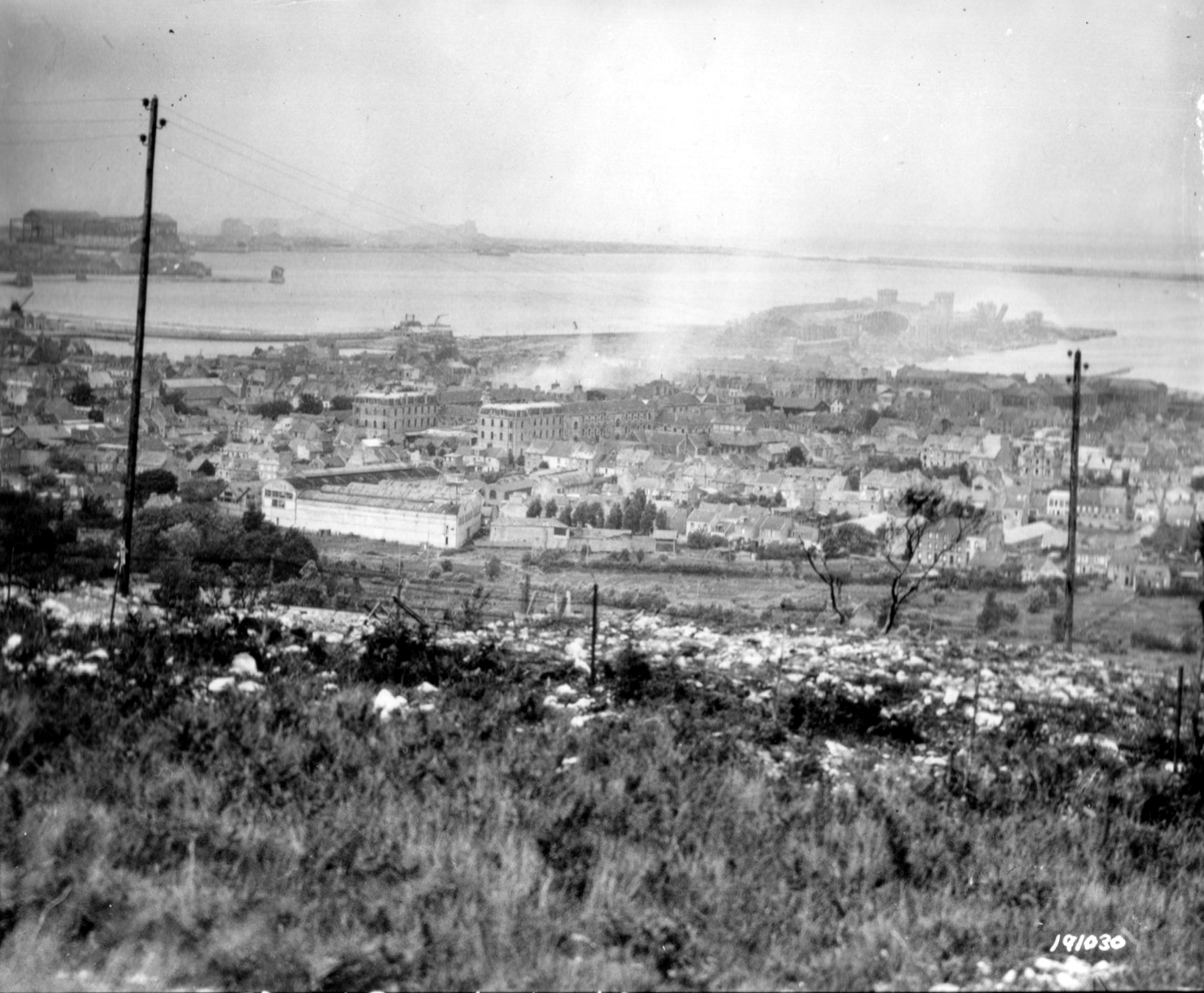
La ciutat de Cherbourg.

Al traçar els plans per a la invasió de França, els planificadors aliats van considerar que seria necessari assegurar un port d'aigües profundes, per permetre que els reforços poguessin arribar directament des dels Estats Units (si no, l'equipament primer havia de ser desembarcat al Regne Unit, desempaquetat, protegir-lo de l'aigua i carregat en llanxes de desembarcament per portar-lo a França). Cherbourg, a la punta de la Península de Cotentin, era el port més gran situat a prop de les platges del desembarcament.
Els planificadors aliats van decidir no desembarcar directament a la Península de Cotentin perquè el sector estava travessat pel Riu Douve, i la zona havia estat innundada pels alemanys per impedir els desembarcaments aerotransportats. En ser nomenat comandant suprem de les forces de terra per la invasió el gener de 1944, el General britànic Bernard Montgomery tornà a ordenar un desembarcament a la península de Cotentin, en part per ampliar el front i per un altre costat per prevenir que els invasors quedessin atrapats, així com per capturar Cherbourg més ràpidament.

## Els desembarcaments

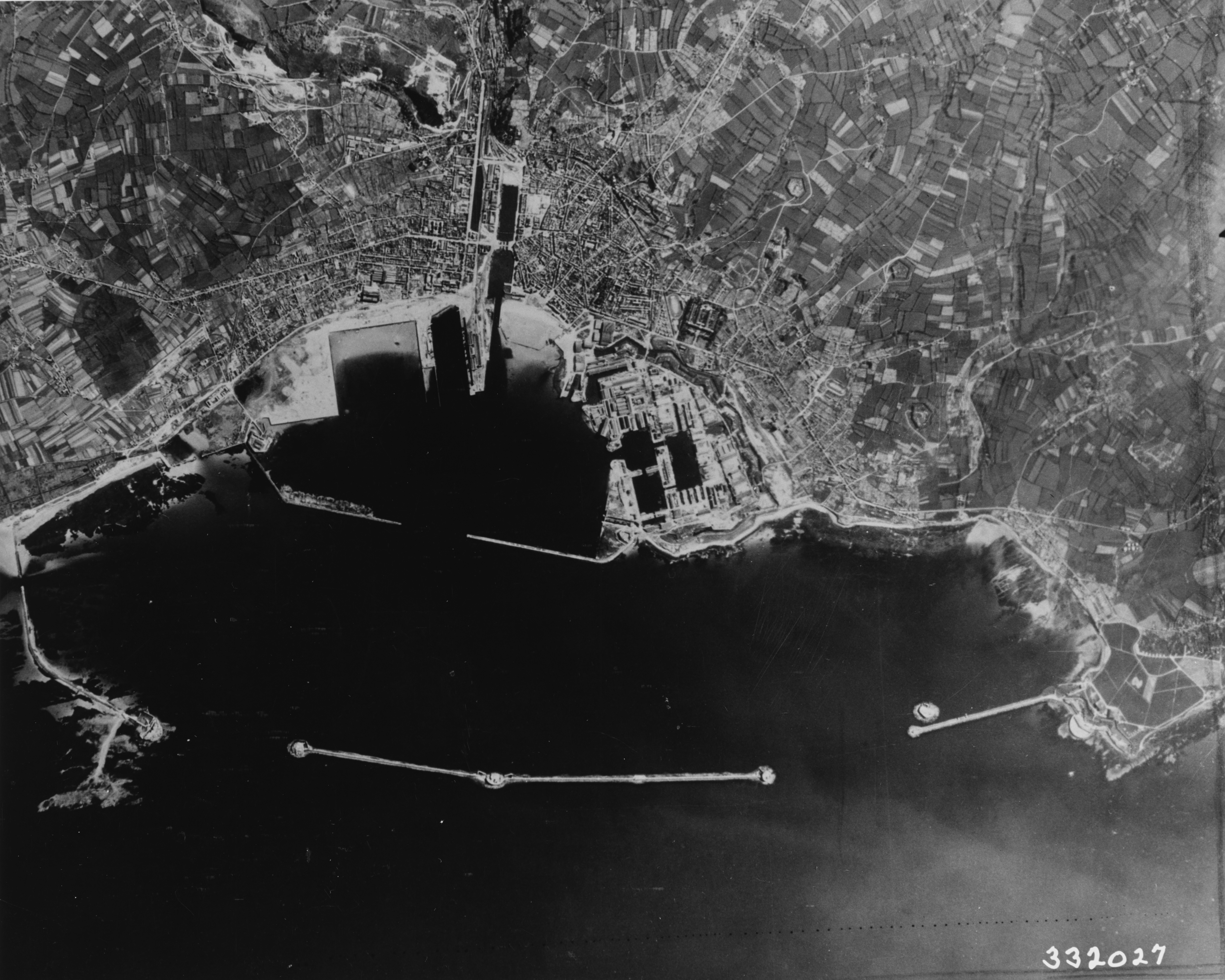
Una fotografia aèria de Cherbourg

A les primeres hores del 6 de juny, les divisions aerotransportades americanes 82 i 101 van ser llançades sobre la base de la península de Cotentin. Tot i que el llançament va ser molt dispers, van aconseguir assegurar la majoria de les rutes per les quals en VII Cos americà avançaria provinent de la Platja Utah. La 4a Divisió d'Infanteria americana desembarcaria a Utah Beach poc després de l'albada.
Tot just acabats els desembarcaments, la prioritat pels invasors a Utah Beach era enllaçar amb el cos principal de les tropes aerotransportades més a l'oest. El 9 de juny, la 101a aconseguí travessar un vall del Douve inundat, capturant Carentan l'endemà, guanyant així un front continu.

## Avanç a través de la Península de Carentan
Aquest èxit permeté al VII Cos americà a moure's cap a l'oest per aïllar la península de Cotentin. A més, havien desembarcat 3 divisions d'infanteria per reforçar el cos. El seu comandant, el Major General J. Lawton Collins, va fer treballar intensament a les seves tropes, reemplaçant tropes al front o retirant oficials si l'avanç era lent.
Els alemanys tenien una barreja de regiments i grups de batalla de diverses divisions, moltes de les quals havien patit greus pèrdues lluitant contra les tropes americanes durant els primers dies de la batalla. Pràcticament no es podia enviar tropes mòbils o cuirassades donada l'amenaça que hi havia sobre Caen, més a l'est. Els reforços d'infanteria arribaven molt lentament. Ironies del destí, les inundacions del Douve actuaven contra els alemanys, car asseguraven el flanc sud dels americans.
Cap al 16 ja no hi havia obstacles naturals davant de les tropes americanes. El comandament alemany estava totalment confús. Fins i tot el Mariscal Rommel volia retirar les tropes en ordre cap a les fortificacions del Mur Atlàntic a Cherbourg, des d'on podrien resistir un setge durant uns dies. Hitler, dictant ordres des del seu refugi a la Prússia Oriental, exigia que es mantingués la línia, encara que existís el risc d'un desastre.
A finals del 17 de juny, Hitler acceptà que les tropes es retiressin, però fins a una línia nova i il·lògica, que ocupava tota la península al sud de Cherbourg. Rommel protestà contra l'ordre, però reemplaçà al General Fambacher, comandant del LXXXIV Cos, que pensava que intentava to circumvent it.

## Camí de Cherbourg

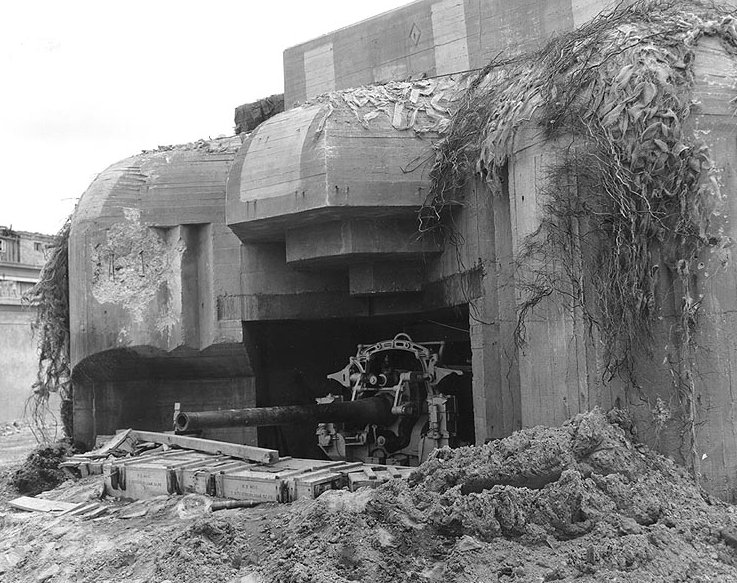
Emplaçament artillery alemany.

El 18 de juny, la 9a Divisió d'Infanteria americana van arribar a la costa oest de la península. En 24 hores, la 4a, la 9a i la 79a es dirigien cap al nord en un ample front. Gairebé no hi va haver oposició al costat oest de la península; a l'est, els exhausts defensors als voltants de Montebourg es van desmoronar. Allà es van descobrir molts punts de llançament de V-1, així com instal·lacions per a V-2 a Brix.
En dos dies, les divisions americanes ja estaven tocant Cherbourg. El comandant de la guarnició Tinent General von Schlieben tenia 21.000 homes, però molts eren personal naval o d'unitats de treball, i les tropes de combat que s'havien retirat fins a Cherbourg (incloent les restes de la mateixa divisió de von Schlieben, la 709a Divisió d'Infanteria estaven afeblits i desorganitzats. Mancaven el menjar, el combustible i la munició. La Luftwaffe llançà alguns subministraments, però molts eren estris com Creus de Ferro per aixecar la moral de la guarnició. Tanmateix, von Schlieben rebutjà una proposta de rendició i començà amb les tasques de demolició per fer que els aliats no poguessin aprofitar el port.
Collins llançà un atac generalitzat el 22 de juny. En un inici la resistència era dura, però ben aviat els americans van netejar lentament els bunquers alemanys. El 26 de juny, la 79a Divisió va capturar Fort du Roule, que dominava la ciutat i les seves defenses. Això acabà amb la possibilitat d'organitzar qualsevol defensa. Von Schlieben va ser capturat. Les fortificacions del port i l'arsenal es van rendir uns dies després. Fins i tot alguns alemanys van resistir fins a l'1 de juliol.

## Després de la batalla

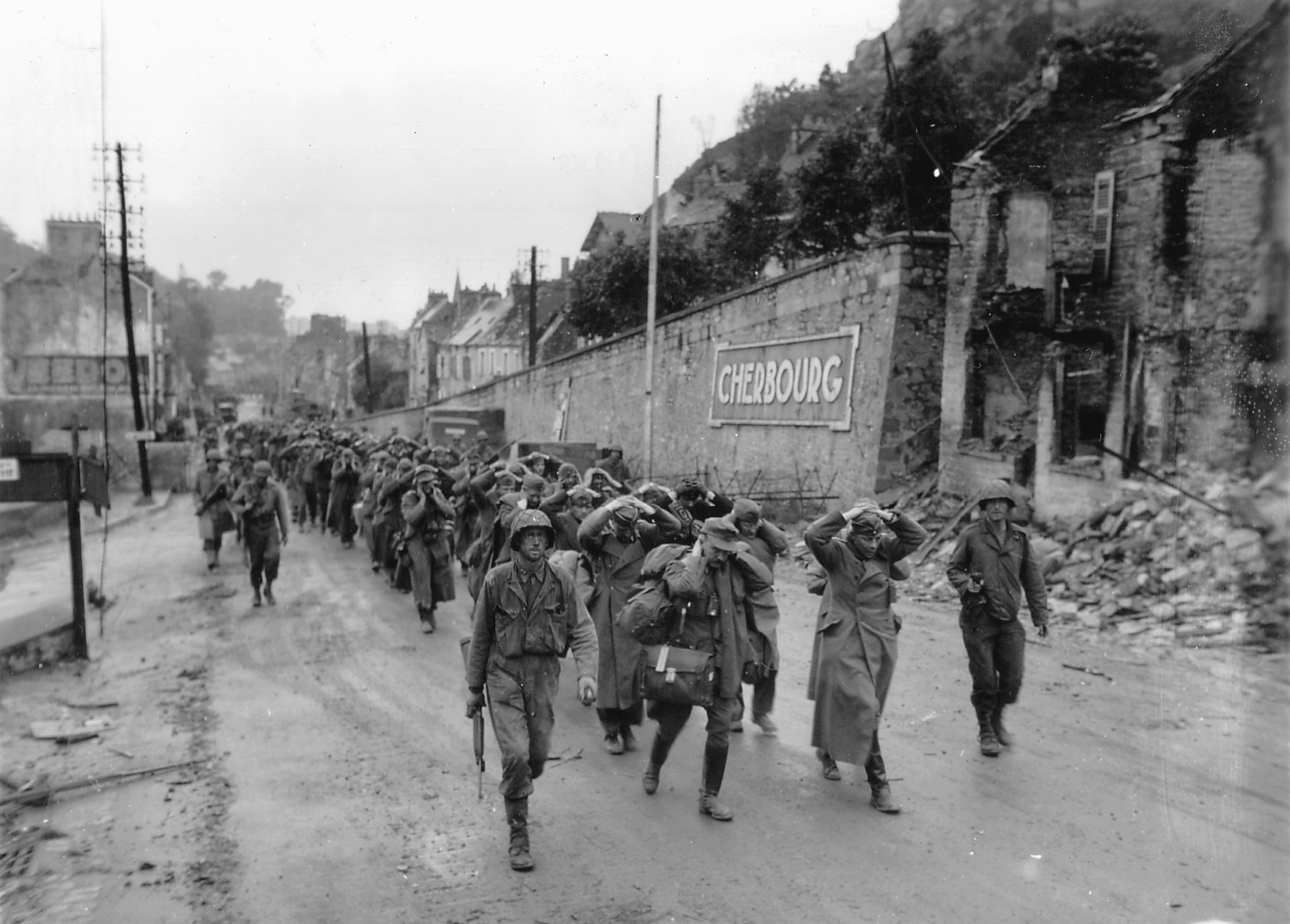
Presoners alemanys després de la batalla

Els alemanys havien minat i danyat el port fins a tal punt que Hitler concedí la Creu de Cavaller al Contraalmirall Walter Hennecke l'endemà que es rendís per un fet sense precedents en la defensa costanera. El port no es va poder començar a fer servir fins a mitjans d'agost; i els primers vaixells no van poder operar fins a les darreries de juliol. Tanmateix, els alemanys havien patit una gran derrota, com a resultat de les ordres rígides de Hitler i d'un veloç desplegament aliat.
El General Friedrich Dollman, comandant el VII Exèrcit, va morir d'un atac de cor el 28 de juny, després de ser informat que se li feia un consell de guerra per la pèrdua de Cherbourg.